# Arrondissement de Limbé
L’Arrondissement de Limbé est un arrondissement d'Haïti, subdivision du département du Nord. Il a été créé autour de la ville de Limbé qui est aujourd'hui son chef-lieu. Il était peuplé par 96 580 habitants en 2009.
L’Arrondissement ne compte que deux communes :
- Limbé
- Bas-Limbé